# Alexandra Fonsatti
Alexandra Fonsatti (* 31. Oktober 1993 in Fulda) ist eine deutsch-italienische Schauspielerin. Sie spielte vom 24. April 2019 bis zum 24. April 2024 die Hauptrolle „Chiara Nadolny“ bei Alles was zählt.

## Leben
Fonsatti absolvierte zwischen 2012 und 2015 eine Schauspielausbildung an der Schauspielschule Zerboni.
Seit 2014 spielt sie in verschiedenen Fernsehserien mit. 2017 spielte sie in dem Kinofilm Tarantella von Nuno-Miguel Wong mit. Neben Deutsch und Italienisch ist ihre dritte Muttersprache Spanisch.

## Filmografie
- 2014, 2015: Um Himmels Willen (Fernsehserie)
- 2016, 2017: Aktenzeichen XY … ungelöst (Fernsehserie)
- 2016: Dahoam is Dahoam (Fernsehserie)
- 2017: Song für Mia (Fernsehfilm)
- 2019–2024: Alles was zählt (Fernsehserie)
- 2021: Tarantella (Film)
- 2025: Rote Rosen (Telenovela)